# 福希滕贝格
福希滕贝格（德語：Forchtenberg，發音：[ˈfɔʁçtn̩bɛʁk] ⓘ）是德国巴登-符腾堡州斯图加特行政区霍恩洛厄县的城市，面积38.09平方千米，2023年12月31日人口为5,302人。